# Золотая звезда (лекарство)
Бальзамы «Золотая звезда» (вьет. Cao Sao vàng [Као Шао Ванг], англ. Golden star balm, иногда — «Звёздочка») — лекарственные средства, мазь, жидкий бальзам, карандаш для ингаляций, пластырь косметологический охлаждающий, сироп, капли назальные, пластырь, назальный спрей вьетнамского производства с характерным запахом, используемые в лечебных и профилактических целях.
Был разработан в Демократической Республике Вьетнам в 1954 году на основе издавна применявшихся средств народной медицины. С 1975 года поставлялся в СССР, затем в республики СНГ и Россию, где приобрёл популярность в качестве недорогого лекарственного препарата.

## Три вида бальзамов
В России зарегистрированы три вида бальзама «Золотая Звезда»: карандаш для ингаляций, мазь и жидкий бальзам.
| Тип    | Карандаш для ингаляций | Мазь | Жидкий бальзам |
| Состав | Ментол кристаллический — 658 мг Камфора — 124 мг Мятное масло — 258 мг Эвкалиптовое масло — 65 мг Гвоздичное масло — 5 мг Коричное масло — 6 мг Вазелин — 184 мг | Ментол кристаллический — 455 мг Камфора — 910 мг Мятное масло — 0,590 мл Эвкалиптовое масло — 0,140 мл Гвоздичное масло — 0,228 мл Коричное масло — 0,053 мл Вазелин — 230 мг Пчелиный воск — 360 мг Парафин — 750 мг Безводный ланолин — 460 мг Вазелиновое масло — 0,1 мл | Ментол кристаллический — 28 г Камфора — 8,88 г Мятное масло — 22,9 г Эвкалиптовое масло — 0,1 г Гвоздичное масло — 0,46 г Коричное масло — 0,38 г Вазелин — до 100 г |

## Состав
По описанию производителя, бальзам «содержит гвоздичное масло, коричное масло, эвкалиптовое масло, мятное масло и другие натуральные и вспомогательные вещества».

## Показания
Симптоматическое средство для облегчения состояния при ОРЗ, гриппе: головокружение, головная боль, простудные заболевания. Насморк (как симптоматическое средство в комплексной терапии), на первоначальном этапе формирования фурункула, при укусах насекомых.
Карандаш для ингаляций применяют в качестве антисептического средства в комплексной терапии ринита. Хорошо помогает при неприятных ощущениях в носоглотке при первых симптомах ОРЗ.
Как местнораздражающее средство, стимулирует чувствительные нервные окончания, оказывает сильное отвлекающее и некоторое противовоспалительное и анальгезирующее действие.

## Применение
Бальзам для наружного применения: небольшое количество препарата наносят на отдельные участки и втирают в кожу: при головной боли — в область висков и затылка; при насморке — под ноздрями; при простудных заболеваниях — в область груди, спины, живота; при укусах насекомых — на место укуса.
Карандаш для ингаляций: вдыхают в каждый носовой ход 10—15 раз в день по 1—2 вдоха за 1 приём.
Предназначен только для наружного применения. Нельзя допускать попадания бальзама в глаза, на слизистые оболочки, на открытую раневую поверхность. Противопоказан при гиперчувствительности, детям до 2 лет

## В массовой культуре

### В компьютерных играх
- Мазь представлена в компьютерной игре Escape from Tarkov, как обезболивающее.